# Sart-Custinne
Sart-Custinne is een dorpje in de Belgische provincie Namen en een deelgemeente van Gedinne. Het ligt bijna drie kilometer ten noordwesten van Gedinne-centrum, telt nog geen 200 inwoners en was tot 1 januari 1977 een zelfstandige gemeente. Op het grondgebied ligt het meertje Étang de Boiron.

## Demografische ontwikkeling
- Bronnen:NIS, Opm:1831 tot en met 1970=volkstellingen, 1976= inwoneraantal op 31 december

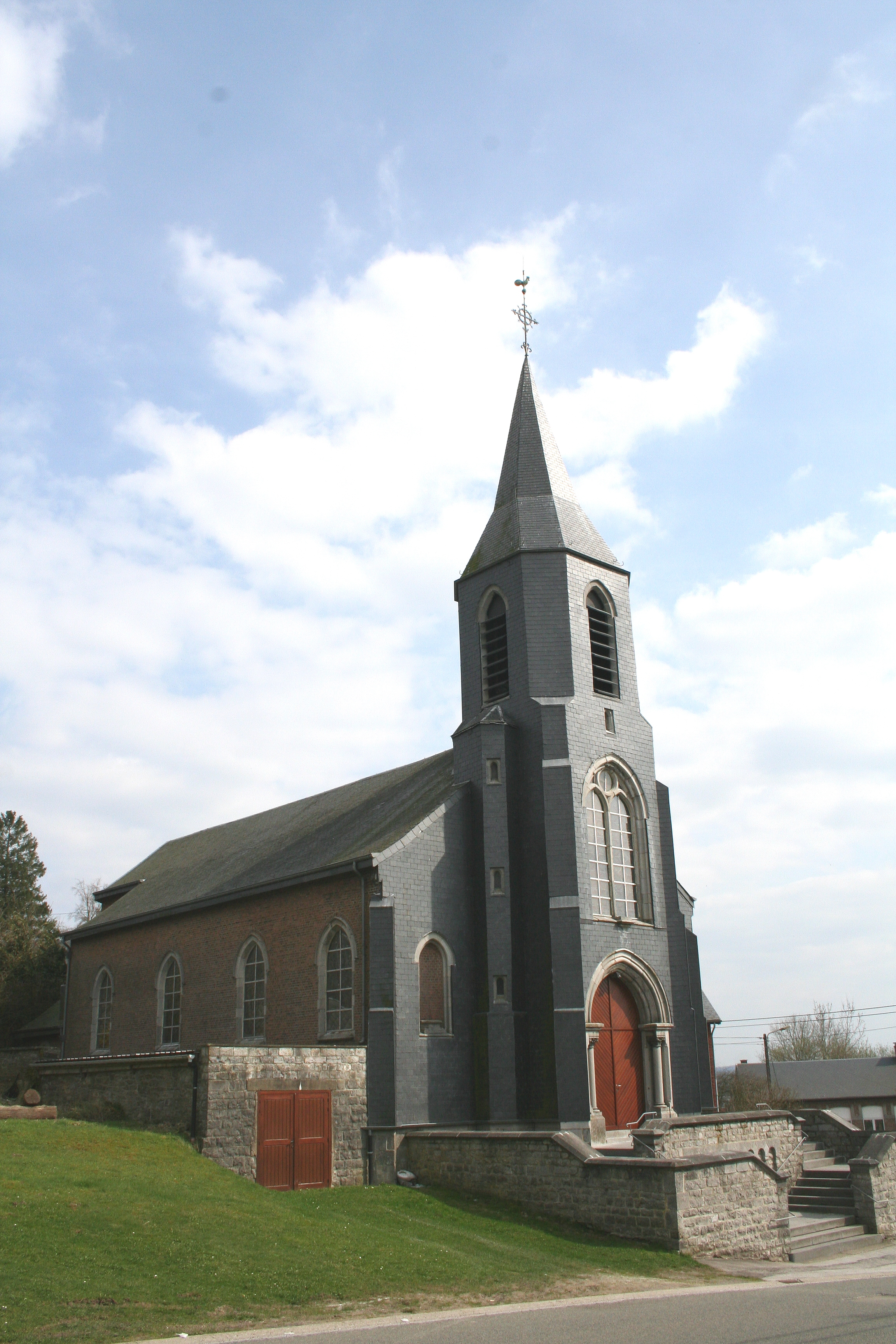
Église Saint-Roch

## Geboren
Germain Pirlot, bedenker van de naam Euro